# Heteronyx subferruginea
Heteronyx subferruginea är en skalbaggsart som beskrevs av Hermann Burmeister 1855. Heteronyx subferruginea ingår i släktet Heteronyx och familjen Melolonthidae. Inga underarter finns listade i Catalogue of Life.